# Université de Hampton
Pour les articles homonymes, voir Hampton.
L’université de Hampton (en anglais Hampton University) est une université située à Hampton (Virginie), aux États-Unis.

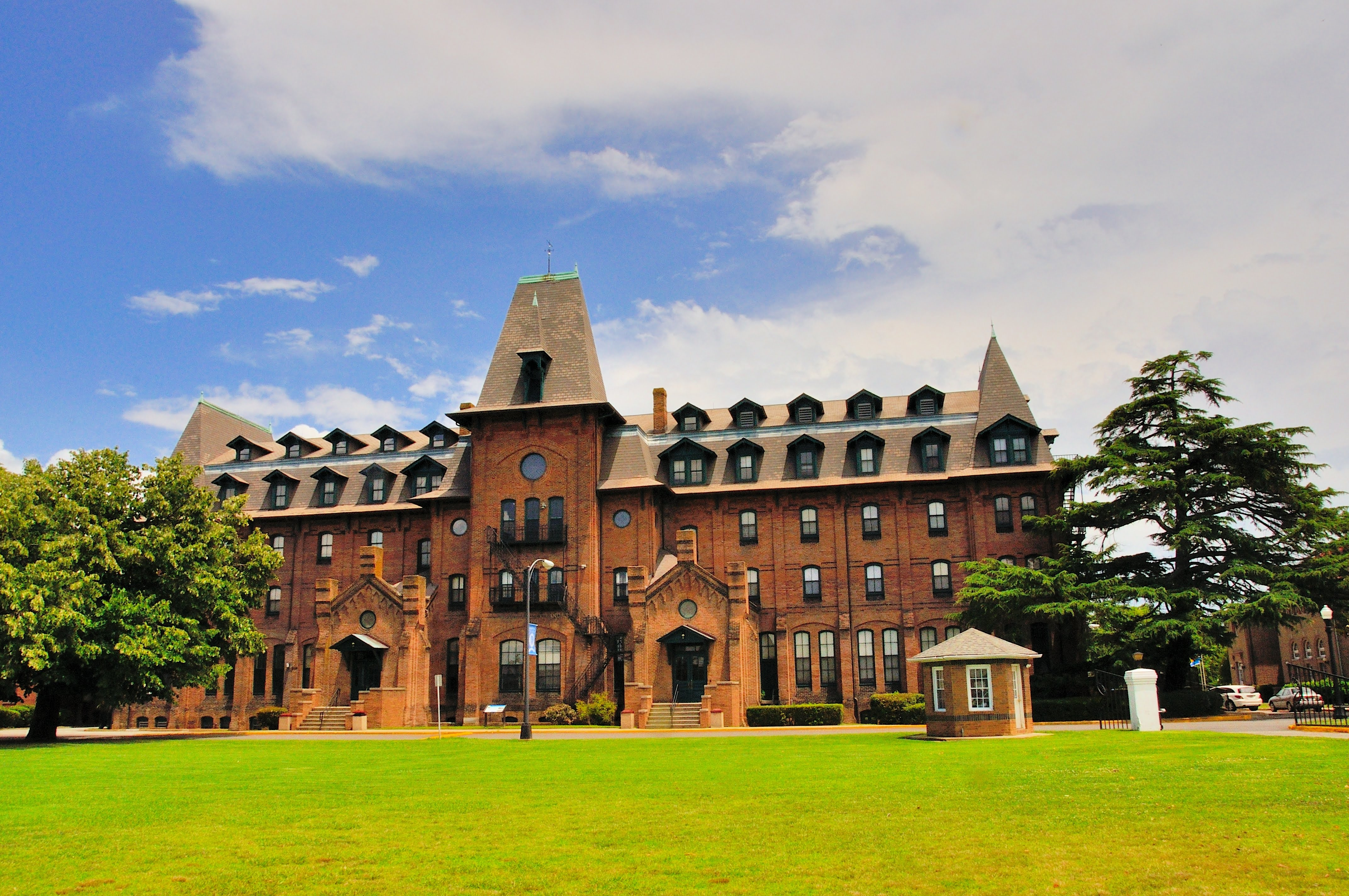
Virginia Cleveland Hall.

Faisant partie des « universités traditionnellement noires », elle conserve un chêne sous lequel fut lue la Proclamation d'émancipation signée par le président Abraham Lincoln en 1863. Elle possède un musée consacré au général blanc Samuel C. Armstrong (en), qui dirigeait un bataillon afro-américain lors de la guerre de Sécession, à l'origine de la première école du campus.
Les équipes sportives se nomment les Pirates de Hampton.